# 名鉄自動車専門学校
名鉄自動車専門学校（めいてつじどうしゃせんもんがっこう）は、愛知県丹羽郡大口町にある私立の専門学校。学校法人名鉄学園が運営する自動車整備学校である。
愛知県公安委員会指定の自動車教習所を併設する。所在地は、愛知県丹羽郡大口町中小口四丁目10番地。

## 歴史
- 1959年（昭和34年）4月 - 名古屋鉄道株式会社の文化教育事業の一環として[1]、愛知県最初の自動車整備学校名鉄自動車学校（整備科、整備研究科、運転科）を開校。
- 1967年（昭和42年） - 整備科を自動車整備科、整備研究科を自動車整備研究科に改称する。
- 1979年（昭和54年） - それまであった名古屋市緑区鳴海町から現在地に新築移転し、名鉄自動車専門学校として認可を受ける。

## 学科・コース
自動車整備科
- 2級自動車整備士コース（2年制、昼のみ）

## 取得資格
- 2級ガソリン自動車整備士
- 2級ジーゼル自動車整備士
- 2級二輪自動車整備士資格

## 自動車学校（運転教習科）

### 取得免許
- 普通自動車免許（MT車・AT車）
- 小型自動二輪車免許（MT車・AT車）
- 普通自動二輪車免許（MT車・AT車）
- 大型自動二輪車免許（MT車）
- 普通自動車第二種免許（MT車・AT車）

### 取扱講習など
- 高齢者講習
- ペーパードライバーのための運転練習
- 安全運転講習
- 初心運転者講習
- 免許取得時講習

## 交通アクセス
- 名鉄犬山線「柏森駅」からスクールバスで約8分。
- 東名高速・名神高速 小牧ICより国道41号（名濃バイパス）を自動車で約7分。

## 姉妹校
- 名鉄自動車学校
- 杜若高等学校